# D'Escousse
D'Escousse est un village de la Nouvelle-Écosse situé sur le côté nord-est de l'Isle Madame.  La communauté est desservie par la route 320.  Il y a une église depuis 1845.  Il fut établi au début des années 1700.   Les navires entrent le port d'Escousse par le Barachois Saint-Louis (Grandique Ferry) et le passage Lennox.  Bien connu pour l'écrivain Silver Donald Cameron qui y habite.

## Déportation
Après la chute de Louisbourg en 1758, 4 000 habitants de l'île furent déportés, ainsi que beaucoup d'Acadiens. Cependant, un groupe de dix familles acadiens de Port-Toulouse a fui vers Isle Madame où leurs ancêtres vivent encore aujourd'hui.   En 1771, on comptait 57 familles pour un total de 284 personnes à Arichat, d'Escousse, et Petit-de-Grat.  En 1774, la population du Cap-Breton s'élève à 1 011 personnes, dont la moitié à Arichat et Petit-de-Grat.